# Threciscus pugionatus
Threciscus pugionatus är en insektsart som först beskrevs av Carl Stål 1877.  Threciscus pugionatus ingår i släktet Threciscus och familjen torngräshoppor. Inga underarter finns listade i Catalogue of Life.